# علي أباد (علي جمال)
علي أباد (بالفارسية: علی‌آباد) هي مستوطنة تقع في إيران في قسم علي جمال الريفي.